# Moïse Kouamé
Moïse Kouamé (* 19. Mai 2009 in Sarcelles) ist ein französischer Tennisspieler.

## Persönliches
Kouamé hat kamerunische und ivorische Wurzeln und wuchs im französischen Sarcelles, nördlich von Paris, auf. Er trainierte schon in seiner Jugend mit bekannten Trainern und Spielern wie Patrick Mouratoglou, Daniil Medwedew oder Cameron Norrie.

## Karriere
Kouamé machte bereits im Juniorenalter mit außergewöhnlichen Leistungen auf sich aufmerksam machte. Sein erstes Turnier auf der ITF Junior Tour spielte er 2022 mit gerade einmal 12 Jahren. In der Saison 2024 gewann er mit nur 15 Jahren seinen ersten ITF-Juniorentitel in Indien und erreichte mehrere Viertelfinals sowie ein Endspiel in Japan. Seinen Durchbruch auf der Grand-Slam-Ebene schaffte Kouamé bei den French Open 2024, als er drei Matches gewann und bis ins Viertelfinale vordrang. Damit war er der jüngste Spieler seit 1985, dem dies gelang. In der Junioren-Rangliste ist Platz 14 seine höchste Position.
Im selben Jahr entschied sich Kouame trotz seines jungen Alters für erste Teilnahmen an Profiturnieren. Beim Turnier der ATP Challenger Tour in Brest feierte er seinen ersten Sieg auf professioneller Ebene und sammelte seine ersten ATP-Punkte für die Weltrangliste. Er besiegte den an Position 217 platzierten Kasachen Denis Jewsejew in drei Sätzen. Im Doppel zog er mit Tristan Lamasine sogar ins Halbfinale ein. Im März 2025 erreichte Kouamé erstmals ein Endspiel auf der ITF Future Tour, womit er auf Platz 835 im Ranking stieg. Im März gibt der Franzose sein Debüt auf der Grand-Slam-Ebene der Profis. Er erhielt eine Wildcard für die Einzel-Qualifikation sowie das Hauptfeld im Herrendoppel. Im Einzel verlor er in drei Sätzen gegen den Spanier Pol Martín Tiffon.
Experten wie der ehemalige Topspieler Ivan Ljubičić, der die Entwicklung junger Talente in Frankreich betreut, lobten seine außergewöhnliche Reife, physische Stärke und technische Qualität. Kouame gilt als kompletter Spieler mit natürlicher Rückhand, kraftvollem Grundlinienspiel und einem Aufschlag, der bald regelmäßig Geschwindigkeiten von über 200 km/h erreichen dürfte.